# داميان عباد
داميان عباد (بالفرنسية: Damien Abad) هو سياسي فرنسي، ولد في 5 أبريل 1980 في نيم في فرنسا. حزبياً، نشط في الاتحاد من أجل حركة شعبية والاتحاد من أجل الديمقراطية الفرنسية.

## مناصب
- في انتخابات البرلمان الأوروبي 2009، انتخب عضو في البرلمان الأوروبي عن دائرة جنوب شرق فرنسا [الإنجليزية]‏ لترشحه ضمن  قائمة The Centrists [الإنجليزية]‏، وقد انضم خلال فترته النيابية (14 يوليو 2009 – 16 يونيو 2012)  للكتلة البرلمانية الكتلة البرلمانية لحزب الشعب الأوروبي.
- انتخب نائب فرنسي عن دائرة Ain's 5th constituency [الإنجليزية]‏ وقد انضم خلال فترته النيابية [الإنجليزية]‏ (21 يونيو 2017 – )  للكتلة البرلمانية Republican Right group [الإنجليزية]‏.
- انتخب رئيس المجلس الإداري ‏ Departmental Council of Ain [الإنجليزية]‏ (2 أبريل 2015 – 10 يوليو 2017).
- انتخب عضو مجلس جهوي عن دائرة Canton of Pont-d'Ain [الإنجليزية]‏ (2 أبريل 2015 – ).
- انتخب نائب فرنسي عن دائرة Ain's 5th constituency [الإنجليزية]‏ خلال فترته النيابية (20 يونيو 2012 – 20 يونيو 2017).

## وصلات خارجية
- الموقع الرسمي